# Tata tömegközlekedése
Tata tömegközlekedéséről 2025. január 1-jétől az állami MÁV Személyszállítási Zrt. gondoskodik. A város tömegközlekedését autóbuszok segítségével oldják meg, a normál, iskolai időszakban érvényes menetrendben 18 járat, a nyári, tanszünetben érvényes menetrendben 16 járat található a helyi menetrendben.

## Története
2014. december 31-éig a Vértes Volán volt az üzemeltető, mivel a Vértes Volán megszűnt, pontosabban egybeolvadt több környékbeli volántársasággal (pl: Alba Volán).
Így alakult meg a KNYKK Zrt., aki 2015. január 1-jétől 2019. szeptember 30-áig vette át az üzemeltetést.
2019 október 1-jétől az eddig megmaradt hét nagy regionális volántársaságot is egybeolvasztották a Volánbusszal, így létrejött egy országos volántársaság, aki az ország egész területén üzemeltet helyi, helyközi és távolsági, sőt, nemzetközi buszjáratokat is. Az összevonással a tatai tömegközlekedés üzemeltetése is a Volánbuszra szállt.
2025 január 1-jétől a MÁV Személyszállítási Zrt. végzi az üzemeltetést, mível a Volánbuszt, a MÁV-HÉV-vel és a MÁV-START-tal együtt ebbe a cégbe vonták össze. A helyi autóbuszok átmatricázás után a MÁV szárnyas logójával és Volán felírattal közlekednek.
2025 június 21-én lép életbe az újonnal létrehozott nyári menetrend, melyben jelentős változások vannak. Kevesebb járat fog indulni, de a járatok közötti átszállást elősegítik a menetrenddel

## Járműpark
A járműparkot egy típusú busz alkotja, mégpedig hét darab Credo BN 12, amiket Szombathelyről hoztak át Tatára. A járműparkban csak szóló buszok találhatók.

## Járatok

### Tanév közben közlekedő járatok
2024 december 15-étől 2025 június 20-áig érvényes menetrend szerint:
| Aktív normál járatok | Aktív normál járatok                                                                               | Aktív normál járatok | Aktív normál járatok |
| Vonalszám            | Végállomások                                                                                       | Menetidő             | Megjegyzés |
| -------------------- | -------------------------------------------------------------------------------------------------- | -------------------- | --- |
| 1                    | Vasútállomás – Fellner Jakab utca                                                                  | 10 - 18 perc         | |
| 1M                   | Vasútállomás – Mocsai utca – Fellner Jakab utca                                                    | 15 - 22 perc         | Mocsai utca érintésével közlekedik |
| 1R                   | Vasútállomás – Fellner Jakab utca – Tom-Ferr Zrt. – Tesco Áruház                                   | 20 - 24 perc         | Tatai ipari park érintésével a Tesco Áruház-ig közlekedik                                                                                         |
| 1T                   | Vasútállomás – Fellner Jakab utca – Tesco Áruház                                                   | 15 - 19 perc         | A Tesco Áruház-ig közlekedik |
| 2                    | Vasútállomás – Golf Hotel – Vasútállomás (körjárat)                                                | 31 - 38 perc         | |
| 4                    | Fellner Jakab utca → Kertváros → Vasútállomás                                                      | 26 - 32 perc         | Ellentétes irányba a 6-os busz közlekedik |
| 4T                   | Fellner Jakab utca → Tom-Ferr Zrt. → Kertváros → Vasútállomás                                      | 38 perc              | Tatai ipari park érintésével, ellentétes irányba a 6T busz közlekedik                                                                             |
| 5                    | Fellner Jakab utca – Kertváros – Fellner Jakab utca (körjárat)                                     | 26 - 30 perc         | |
| 5T                   | Fellner Jakab utca (– Tom-Ferr Zrt.) – Kertváros (– Tom-Ferr Zrt.) – Fellner Jakab utca (körjárat) | 31 - 36 perc         | Vagy az elején vagy a végén tér be a tatai ipari parkba                                                                                           |
| 6                    | Vasútállomás → Kertváros → Fellner Jakab utca                                                      | 29 - 32 perc         | Ellentétes irányba a 4-es busz közlekedik |
| 6T                   | Vasútállomás → Kertváros → Tom-Ferr Zrt. → Fellner Jakab utca                                      | 39 perc              | Tatai ipari park érintésével, ellentétes irányba a 4T busz közlekedik                                                                             |
| 7                    | Fellner Jakab utca – Agostyán, forduló                                                             | 16 - 23 perc         | |
| 7A                   | Autóbusz-állomás – Agostyán, forduló                                                               | 11 - 16 perc         | Csak az Autóbusz-állomás-tól/-ig közlekedik |
| 8                    | Fellner Jakab utca – Güntner Kft. – Újhegy – Fellner Jakab utca (körjárat)                         | 30 - 41 perc         | Egyes járatok a Güntner Kft. (Tavasz utca) megállóhely érintése nélkül közlekednek                                                                |
| 8B                   | Újhegy, Buszforduló → Fellner Jakab utca                                                           | 19 perc              | Újhegy Buszfordulótól közlekedik |
| 9                    | Fellner Jakab utca – Újhegy, Buszforduló                                                           | 21 - 65 perc         | Az egyik járat munkanapokon a Güntner Kft. (Tavasz utca) megállóhelyen 45 percet várakozik                                                        |
| 9A                   | Újhegy, Buszforduló → Vasútállomás                                                                 | 10 perc              | Csak a Vasútállomás-ig közlekedik csak ebbe az irányba                                                                                            |
| 9M                   | Fellner Jakab utca – Mocsai utca – Újhegy, Buszforduló                                             | 27 - 30 perc         | Mocsai utca érintésével közlekedik |
| 8406                 | Tata – Tardos – Tarján – Tatabánya (Regionális járat)                                              | 14 perc              | Agostyán, Szabadság utca nevű megállóig helyi díjszabással érhető el, a járat nem érinti a Somogyi Béla utca és Agostyán, Forduló nevű megállókat |

### Nyári tanszünetben közlekedő járatok
2025 június 21-étől augusztus 31-éig érvényes nyári menetrend szerint:
| Aktív nyári járatok | Aktív nyári járatok                                                        | Aktív nyári járatok | Aktív nyári járatok |
| Vonalszám           | Végállomások                                                               | Menetidő            | Megjegyzés |
| ------------------- | -------------------------------------------------------------------------- | ------------------- | --- |
| 1                   | Vasútállomás – Fellner Jakab utca                                          | 10 - 18 perc        | |
| 1M                  | Vasútállomás – Mocsai utca – Fellner Jakab utca                            | 15 - 20 perc        | Mocsai utca érintésével közlekedik |
| 1R                  | Vasútállomás – Tesco Áruház – Tom-Ferr Zrt. – Fellner Jakab utca           | 16 - 24 perc        | Tatai ipari park és a Tesco érintésével közlekedik                                                                                                |
| 1T                  | Vasútállomás – Fellner Jakab utca – Tesco Áruház                           | 13 - 19 perc        | A Tesco Áruház-ig közlekedik |
| 2G                  | Vatútállomás – Golf Hotel – Fellner Jakab utca                             | 25 - 27 perc        | |
| 3                   | Autóbusz-állomás – Fényes fürdő                                            | 8 perc              | |
| 5                   | Fellner Jakab utca – Kertváros – Fellner Jakab utca (körjárat)             | 30 perc             | |
| 5A                  | Autóbusz-állomás – Kertváros – Autóbusz-állomás (körjárat)                 | 16 - 18 perc        | Autóbusz-állomástól / -ig közlekedik |
| 5AF                 | Autóbusz-állomás – Kertváros – Fellner Jakab utca                          | 24 perc             | Autóbusz-állomástól a Fellner Jakab utcáig közlekedik Kertváros érintésével                                                                       |
| 5FA                 | Fellner Jakab utca – Kertváros – Autóbusz-állomás                          | 24 perc             | Fellner Jakab utcától az Autóbusz-állomásig közlekedik Kertváros érintésével                                                                      |
| 7                   | Fellner Jakab utca – Agostyán, forduló                                     | 16 perc             | |
| 7A                  | Autóbusz-állomás – Agostyán, forduló                                       | 11 - 15 perc        | Csak az Autóbusz-állomástól / -ig közlekedik |
| 8                   | Fellner Jakab utca – Güntner Kft. – Újhegy – Fellner Jakab utca (körjárat) | 30 perc             | |
| 9                   | Fellner Jakab utca – Újhegy, Buszforduló                                   | 20 - 65 perc        | Két járat is várakozik a Güntner Kft. (Tavasz utca) nevű megállóban, az egyik 23, a másik 45 percet                                               |
| 9M                  | Fellner Jakab utca – Mocsai utca – Újhegy, Buszforduló                     | 27 - 29 perc        | Mocsai utca érintésével közlekedik |
| 8406                | Tata – Tardos – Tarján – Tatabánya (Regionális járat)                      | 14 perc             | Agostyán, Szabadság utca nevű megállóig helyi díjszabással érhető el, a járat nem érinti a Somogyi Béla utca és Agostyán, Forduló nevű megállókat |

## Díjszabás
2024. február 1.-jétől érvényes díjszabás: 
| Menetjegyek                                       | Menetjegyek |
| Termék neve                                       | Ára (Ft)    |
| ------------------------------------------------- | ----------- |
| Menetjegy (elővételben vagy autóbuszon váltott)   | 200         |
| Mobil menetjegy                                   | 190         |
| Bérletek                                          |             |
| Termék neve                                       | Ára (Ft)    |
| 30 napos bérlet                                   | 5 350       |
| 30 napos mobilbérlet                              | 5 000       |
| Tanuló/Nyugdíjas 30 napos bérlet vagy mobilbérlet | 100         |
| Tata és kistérsége 30 napos bérlet                | 150         |
| Tanuló/Nyugdíjas éves bérlet                      | 1 200       |
| Tata és kistérsége éves bérlet                    | 1 800       |

1. 1 2  Tatai kistérség települései: Baj, Dunaalmás, Dunaszentmiklós, Kocs, Naszály, Neszmély, Szomód, Tardos, Vértestolna